# Рутковский, Владислав Юльевич
Владислав Юльевич Рутковский (20 апреля 1929 года, Переславль-Залесский, Ярославская область) — учёный-механик, известный в области теории и систем автоматического управления, заслуженный деятель науки Российской Федерации, лауреат премии имени К. Э. Циолковского

## Биография
Родился 20 апреля 1929 года в городе Переславле-Залесском Ярославской области в семье врачей.
В 1952 году — с отличием окончил Московский авиационный институт и был направлен на работу в Институт автоматики и телемеханики АН СССР (сейчас это — Институт проблем управления имени В. А. Трапезникова).
В 1957 году — защита кандидатской, в 1965 году — докторской диссертации. В 1968 году присвоено учёное звание профессора.
С 1958 по 1994 годы читал базовые курсы на кафедре «Системы управления летательными аппаратами» в МАИ.

## Научная и общественная деятельность
Один из основоположников и создателей теории адаптивных систем с моделью. Первые работы были посвящены теории и системам управления тягой жидкостных ракетных двигателей и управлению движением баллистических ракет, основанному на идее рассогласования тяг двигателей.
Широко известны его работы в области исследования динамики нелинейных сервомеханизмов с запаздыванием.
При его непосредственном участии разработаны и внедрены первые в СССР самонастраивающиеся системы управления для двух классов ракет. Получил фундаментальные результаты в области создания принципов построения и теории систем управления деформируемыми космическими аппаратами, а также в теории систем многоуровневого управления.
Под его руководством защищено 7 докторских и 18 кандидатских диссертаций.

### Членство в научных организациях
- Технический комитет ИФАК по космосу
- редколлегия журнала «Автоматика и телемеханика»
- редколлегия журнала «Известия РАН. Техническая кибернетика»
- Национальный комитет по автоматическому управлению
- возглавляет одну из научных школ ИПУ РАН
- председатель секции и член Учёного совета
- заместителем председателя одного из Диссертационных советов

### Научные труды
- Динамика нелинейных сервомеханизмов / Н. С. Горская, И. Н. Крутова, В. Ю. Рутковский ; Акад. наук СССР. Ин-т автоматики и телемеханики. — М.: Изд-во Акад. наук СССР, 1959. — 319 с.
- Горская, Нина Сергеевна. Dynamika nieliniowych serwomechanizmów / N. S. Gorska, J. N. Krutowa, W. J. Rutkowski ; Tłum. dr. inż. Maria Jastrzębska, mgr. inż. Witold Pacześniowski. — Warszawa : Wyd-wa naukowo-techniczne, 1963. — 354 с.
- Адаптивные системы автоматического управления летательными аппаратами : [Учеб. пособие для авиац. спец. вузов] / Н. И. Соколов, В. Ю. Рутковский, Н. Б. Судзиловский. — М. : Машиностроение, 1988[1]. — 206 с. ISBN 5-217-00146
- Адаптивное координатно-параметрическое управление нестационарными объектами / Б. Н. Петров, В. Ю. Рутковский, С. Д. Земляков. — М. : Наука, 1980[2]. — 243 с.
- Машиностроение: энциклопедия в 40 томах. Том 1-4 Автоматическое управление. Теория. Красовский А. А., Попов Е. П., Астапов Ю. М., Белоглазов И. Н., Буков В. Н., Бутковский А. Г., Володин В. В., Емельянов С. В., Желтов С. Ю., Земляков С. Д., Казаков И. Е., Коровин С. К., Красильщиков М. Н., Крутько П. Д., Малышев В. В., Медведев В. С., Огинский А. А., Рутковский В. Ю., Себряков Г. Г., Семенов А. В. и др.; под ред. Е. А. Федосова. — Москва : Машиностроение, 2000[3]. — 688 c.; ISBN 5-217-02817-3
- Курдюков А. П., Рутковский В. Ю. Академик Борис Николаевич Петров. — М.: Наука, 2013. — 186 с. — 1000 экз. ISBN 978-5-02-038088-2

## Награды и почётные звания
- Орден «Знак Почёта» (1961)
- Государственная премия СССР (1970)
- Государственная премия СССР (1981)
- Медаль «Ветеран труда» (1994)
- Заслуженный деятель науки Российской Федерации (1996)
- Орден Дружбы (2011)
- Премия имени  К. Э. Циолковского (2012, совместно с В. М. Сухановым, В. М. Глумовым) — за серию работ «Теория управления сборкой больших космических конструкций на орбите с помощью свободнолетающих роботов»